# Devis Xherahu
Devis Xherahu (ur. 15 września 1973 w Korczy) – albański piosenkarz.

## Życiorys
W latach 2011–2013 i 2016 wziął udział w festiwalu muzycznym Kënga Magjike.

## Dyskografia[1]

### Albumy
| Rok  | Album                |
| ---- | -------------------- |
| 1998 | Në erresiren e nates |

### Teledyski
| Rok  | Teledysk                    |
| ---- | --------------------------- |
| 2010 | Kompleksi fukara            |
| 2011 | Në erresiren e nates        |
| 2014 | Nuk e meriton               |
| 2015 | Kush ta mblodhi             |
| 2016 | Me pelqen ajo               |
| 2017 | Per ty mbarova              |
| 2017 | Ma ka fajin zemra           |
| 2018 | A me do... un'te dua shum   |
| 2018 | Ajo eshte                   |
| 2018 | Embel ti me pe              |
| 2018 | Zarar...                    |
| 2018 | Kur gjethet bien ne vjeshte |
| 2019 | Zemer e shqetesuar          |
| 2019 | A me degjon?                |
| 2019 | Tjeter ben dhe tjeter thua  |
| 2020 | Like                        |
| 2020 | Vetem ti                    |
| 2021 | Mi ta more zemren           |
| 2021 | Ti o engjell                |
| 2021 | Jo jo nuk dua               |
| 2022 | Asgje si me pare            |